# 말기름
말기름 또는 마지(馬脂)는 말의 지방 조직에서 얻은 기름이다. 마유(馬油)는 말의 지방 조직에서 추출한 지방성분으로 화장품 원료로 사용된다. 화장품 성분사전에 한글로 '호오스팻', 영어로 'Horse fat'으로 등록되어 있다. 
중국의 고전의학서 명의별록(名醫別錄) 및 본초강목(本草綱目)에 '머리카락을 나게 한다', '손발이 트는 것을 낫게 한다', '혈액순환을 도와준다' 등의 기록이 전해지며, 예로부터 일본 등 아시아 지역에서 화상이나 아토피 피부염 치료제로 널리 사용되어 왔다.
마유의 주요 성분으로는 팔미톨레산과 세라마이드 등이 있으며, 보습, 피부보호, 세포재생촉진, 자외선차단, 항균 등의 효능이 있다. 마유는 그 성분이 사람의 피지와 매우 흡사해 흡수가 잘 되고 사람 피부에 거부감이 없는 천연 화장품 원료로 각광받고 있다.